# Espagnoleta microptera
Espagnoleta microptera är en insektsart som först beskrevs av Perez-gelabert, Hierro och D. Otte 1997.  Espagnoleta microptera ingår i släktet Espagnoleta och familjen Episactidae. Inga underarter finns listade i Catalogue of Life.